# آنتونلا رانیو-لونزی
آنتونلا رانیو-لونزی (ایتالیایی: Antonella Ragno-Lonzi؛ زادهٔ ۶ ژوئن ۱۹۴۰) شمشیرباز اهل ایتالیا است.
وی در مسابقات کشوری و بین‌المللی در مجموع برندهٔ ۱ مدال طلا، ۲ مدال برنز شده‌است.